# Montgomery County (Illinois)
Montgomery County is een county in de Amerikaanse staat Illinois.
De county heeft een landoppervlakte van 1.823 km² en telt 30.652 inwoners (volkstelling 2000). De hoofdplaats is Hillsboro.